# Mikołaj Błocki
Mikołaj Błocki herbu Leliwa (ur. 27 listopada 1785, zm. 28 lutego 1851) – biskup rzymskokatolicki.

## Życiorys
Święcenia kapłańskie przyjął w 1810, pełnił kolejno funkcje: wikariusza w Andrzejowie, proboszcza w Zarębach i Wyszonkach. Po utworzeniu seminarium duchownego w Sejnach (1826) jego pierwszy rektor. Był wikariuszem  generalnym i kapitulnym (1847-1851) diecezji augustowskiej. Mianowany 17 lutego 1851 biskupem kujawsko-kaliskim, zmarł przed konsekracją na biskupa.